# Пуш'ямітра Шунґа
Пуш'ямітра (*д/н —151 до н. е.) — засновник та перший магараджа династії Шунґа, який керував Маґадгою у 187–151 роках до н. е.

## Життєпис
Походив з варни брахманів. Про його родину мало відомо. Народився в Удджайні (сучасна Малва). Був міністром за володаря Брігадратхи Маур'я. Скориставшись послаблення центральної влади у 187 році до н. е. здійснив державний заколот, захопивши владу. Тоді ж провів урочистий старовинний обряд ашвамедга (жертвоприношення коня), як символ отримання вищої влади.
Утім влада Шунги обмежилася долиною річки Ганг: простягалася від Паталіпутри до р. Нарбади. Деякий час контролював Джаландагар і Сакалу (сучасний Сіялкот) Утім не зміг запобігти утворенню незалежної держави у Відарбасі (сучасний Берар). Лише наприкінці правління Пуш'ямітра змусив володарів Відарбасі визнати свою верховну владу.
Наприкінці 170-х років до н. е. вів війну з Харавелою, правителем Калінґи. Під час боротьби ворог зумів розбити війська Шунґи. Цим скористався Менандр I, володар Індо-грецького царства, який напочатку 150-х років до н.е. завдав поразки індійцям й захопив Паталіпутру. Проте Пуш'ямітра зумів змусити грецька війська відступити. Тривала війна завершилася укладанням мирної угоди. Після цього Шунґа вдруге здійснив обряд ашвамедга на знак своїх звитяг.
У релігійному плані Пуш'ямітра сповідував ортодоксальний брахманізм, з перших років правління переслідував буддистів. Ця політика ще більше посилилася з огляду на підтримку буддизму індо-грецькими царями. У послідовниках цієї релігії Шунґа вбачав своєрідну п'яту колону проти своєї влади. Помер у 151 році до н. е., заповівши владу старшому сину Аґнімітрі.